# ويليام جاي شوارتز
ويليام جاي شوارتز (بالإنجليزية: William J. Schwartz)‏ هو أستاذ جامعي أمريكي، ولد في 28 مارس 1950.